# Autelhaut
Autelhaut (Luxemburgs: Uewerälter) is een plaats in de Belgische gemeente Aarlen op de grens met Luxemburg in de Provincie Luxemburg.

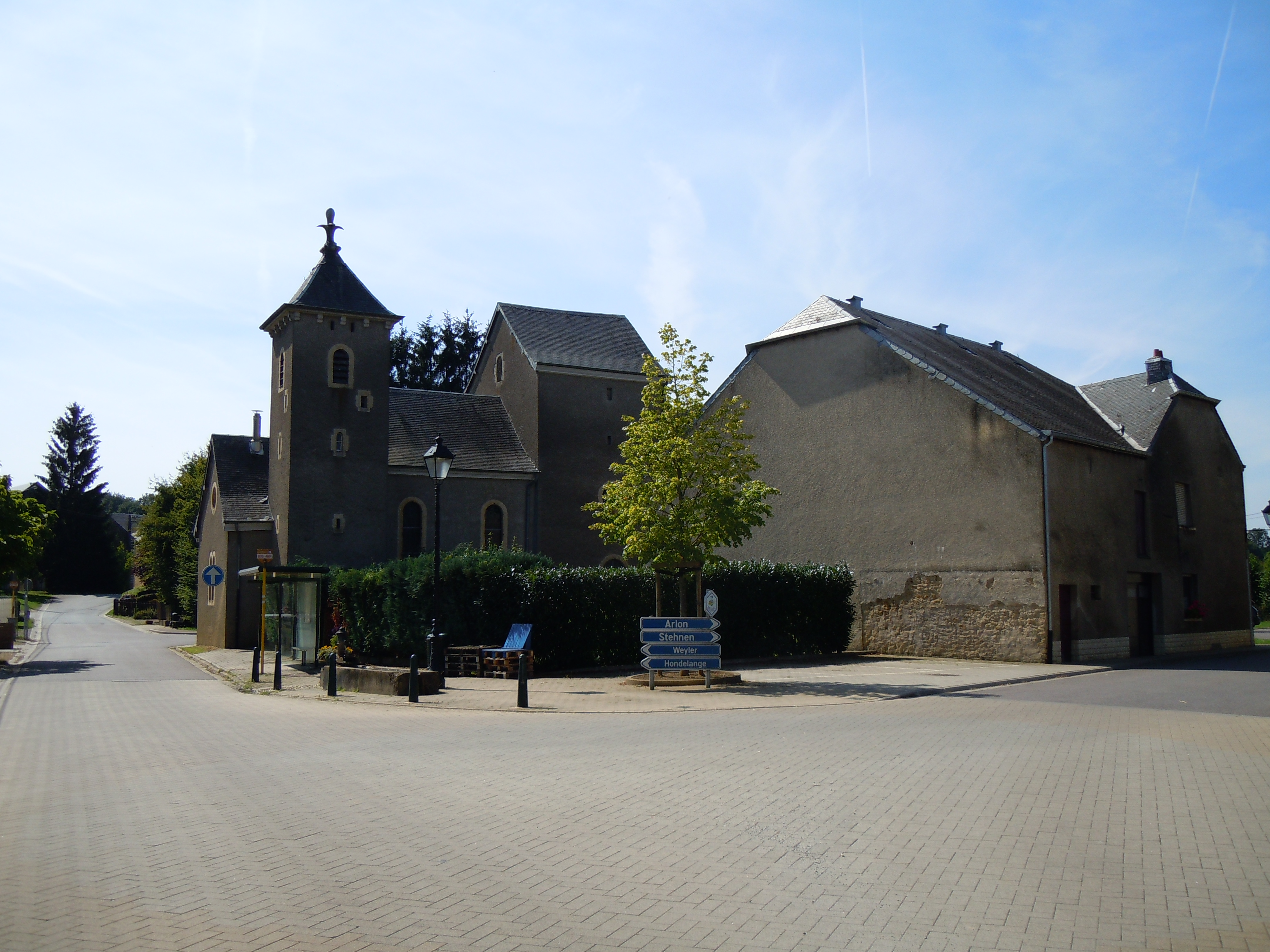
Centrum van Autelhaut

Deelgemeenten: Aarlen · Autelbas-Barnich · Bonnert · Guirsch · Heinsch · Toernich

Overige kernen: Autelhaut · Barnich · Clairefontaine · Fouches · Frassem · Freylange · Heckbous · Rosenberg · Sampont · Schoppach · Sesselich · Seymerich · Stehnen · Sterpenich · Stockem · Udange · Viville · Waltzing · Weyler · Wolberg

Belgische gemeenten · Arrondissement Aarlen · Luxemburg · Wallonië